# Die Strategie der Schnecke
Die Strategie der Schnecke ist eine 1993 erschienene kolumbianische Tragikomödie.

## Handlung
Im Altstadtviertel der kolumbianischen Hauptstadt Bogotá sollen ein Haus geräumt und seine Bewohner auf die Straße gesetzt werden. Zu den Bewohnern gehören der alte Anarchist Jacinto, der Rechtsanwalt ohne Zulassung Romero, der Transvestit Gabriel, ein junger Revolutionär und eine alte Frau mit ihrem schwerkranken Mann. Während Romero versucht, den unabwendbaren Rausschmiss mit rechtlichen Kniffen hinauszuzögern, entwickelt Don Jacinto die „Strategie der Schnecke“. Mit Gerüsten und Seilzügen bringen die Bewohner das gesamte Inventar und sogar Wände und Böden des Hauses heimlich in ein leerstehendes Nachbarhaus. Mehrmals muss Romero in seine juristische Trickkiste greifen, um den Bewohnern mehr Zeit zu verschaffen. Darum wird er von Schergen des Hausbesitzers überfallen und zusammengeschlagen. Dennoch gelingt es den Bewohnern, das Haus kurz vor der Räumung vollständig zu entkernen. Als die Polizei vor der Tür steht, transportieren sie den letzten Häuserrest – bis auf die Frontfassade – mit Wagen und Lastern zu einem Grundstück außerhalb der Stadt. Von dem ursprünglichen Gebäude ist nichts weiter übriggeblieben als die Fassade, die Jacinto in dem Moment, als das Haus gestürmt werden soll, mit Dynamit zum Einsturz bringt. Die Fassade fällt in sich zusammen und gibt dem Besitzer und der Polizei den Blick frei auf ein auf eine Wand gemaltes Abbild des Hauses.

## Kritiken
„Eine sympathische Vision vom Triumph des Gemeinsinns über den Pragmatismus der Macht. Wegen der einseitigen Differenzierung der Charaktere und seinem unentschlossenen Pendeln zwischen Drama und Komödie ist der Film jedoch nicht durchweg gelungen.“

## Auszeichnungen
- Filmfestival Havanna 1993: Beste Regie
- Festival de Cine Ibero-Americano Huelva: Bester Film

## Trivia
- Der Film ist Silvia Duzán gewidmet, einer Journalistin, die während der Dreharbeiten bei ihrer Recherche in einem Stadtteil Bogotás von Paramilitärs ermordet wurde.[2]
- Der Film hat seinen Namen dem Titel einer Folge der Fernsehserie Pastewka geliehen, in der die Freundin des Protagonisten den Film auf DVD schaut.